# Borås segelflygklubb
Borås Segelflygklubb, BSFK, är en segelflygklubb som är baserad på Borås flygplats i Borås.

## Historik
En sektion inom Borås Flygklubb bildades den 27 oktober 1942 och detta är grunden till dagens segelflygklubb.

## Allmänt
Borås Segelflygklubb är en av Sveriges största segelflygklubbar.
Klubbens yngsta flygande medlemmar är 15 år och de äldsta flygande har fyllt 80 år.
Medlemmarna bor främst i Borås och Göteborg med omnejd, men flera reser från andra delar av landet för att flyga här.

## Anläggning
Klubben har idag en egen klubbstuga och hangar vid Borås Flygplats.
Flygning sker från flygplatsens 800 m långa och 50 m breda grässtråk varvat med flygplatsens 800 m långa och 18 m breda asfaltsbana. För att minska buller för sina grannar och öka säkerheten har både banan och stråket fått startförlängningar. Detta ger en bana som är ca 950 m och stråket ca 990 m långt. För mer information besök Borås flygplats hemsida samt svenska flygfält.

## Flygplan
Klubben äger idag sju st segelflygplan, 2 st motorflygplan samt ett motorsegelflygplan.
De sju segelflygplanen består av:
- 1 st DG-1000, SE-UMY. Detta är ett 2-sitsigt segelflygplan, byggt helt i plast, som används från grundskolning och friflygning till sträckflygning och avancerad flygning.
- 2 st DG-500, SE-UIF och SE-UND. Dessa är 2-sitsiga flygplan, byggt helt i plast, som används främst för grundskolning, friflygning samt avancerad flygning.
- 1 st DG-808, SE-UON. Detta är ett ensitsigt klaffat segelflygplan, byggt helt i plast, med högsta prestanda. Används främst till friflygning och sträckflygning.
- 1 st DG-300, SE-UKU. Detta är ett ensitsigt segelflygplan byggt helt i plast. Används främst till grundskolning och friflygning samt avancerad flygning.
- 1 st LS8, SE-UOE. Detta är ett ensitsigt segelflygplan, byggt helt i plast, med hög prestanda. Används främst till friflygning och sträckflygning.
- 1 st ASG 32 EL, SE-SKV. Detta är ett 2-sitsigt segelflygplan med en elektrisk motor som fälls ut vid behov, byggt helt i plast, med hög prestanda. Används främst till friflygning och sträckflygning.

Alla klubbens segelflygplan utom ett är byggda i Tyskland hos DG Flugzeugbau, LS8-an är byggd hos Rolladen Schneider som numera är uppköpt av DG Flugzeugbau. ASG 32 EL är också den byggd i Tyskland men av tillverkaren Alexander Schleicher GmbH & Co.
De två motorflygplanen är bogserflygplan som används till att dra upp segelflygplanen i luften och består av:
- SE-FVZ, Piper PA-25 Pawnee, experiment-klassad via EAA.
- SE-EYA, även den Piper PA-25 Pawnee.

Klubbens motorsegelflygplan är en Super Dimona med registreringsbeteckning SE-UOP. Den levererades ny våren 2008.
Samtliga klubbens flygplan förutom SE-UIF, SE-UND och SE-FVZ är bestyckade med transponder, vilket möjliggör flygning i kontrollerat luftrum.